# Вандт, Маркус
Маркус Вандт (швед. Marcus Wandt; род. 22 сентября 1980 г. в Стокгольме) — летчик-испытатель и шведский астронавт, член группы резервных астронавтов ЕКА.

## Биография
Маркус Вандт родился в 1980 году в Швеции. В 1999 году Вандт окончил среднюю школу Сундста-Эльвкуллен. В 2000 году он начал обучение в Технологическом университете Чалмерса в Гетеборге, специализируясь на электронике и искусственном интеллекте, коммуникационных технологиях и базовой космической инженерии. В 2007 году получил степень магистра в области электротехники. В 2004 году Вандт поступил в летную школу ВВС Швеции, чтобы пройти базовую летную подготовку, которую он закончил в 2005 году, а затем базовую подготовку истребителей в 2006 году. Вандт прошел подготовку в Школе командующих воздушными операциями ВВС Швеции и стал капитаном в Военной академии Хальмстада. В настоящее время Вандт является подполковником ВВС Швеции. С 2013 по 2014 год Вандт посещал Школу летчиков-испытателей ВМС США на военно-морской авиабазе Патаксент-Ривер, США, окончив ее под номером один в своем классе в качестве летчика-испытателя. Вандт также стал командиром эскадрильи и командиром крыла, летая в Школе командующих операциями ВВС Швеции. Маркус Вандт имеет более чем 20-летний опыт работы в авиации в ВВС Швеции.

## Космический полёт
12 сентября 2023 года NASA и компании Axiom Space объявили, что они завершили формирование экипажа коммерческой миссии SpaceX AX-3, в состав которого был включен Маркус Вандт.
18 января 2024 года Маркус Вандт стартовал к Международной космической станции на борту корабля Crew Dragon (Freedom) в качестве специалиста миссии SpaceX AX-3. На борту космической станции экипаж миссии, состоящий из четырех астронавтов, провел более 30 различных научно-технических экспериментов, разработанных странами и организациями, которые представляли участники полета. Экспедиция завершилась 9 февраля 2024 года.
Статистика полетов
| #               | Корабль, Миссия                     | Старт, UTC           | Корабль посадки        | Посадка, UTC         | Налёт               | ВКД: время (количество) |
| --------------- | ----------------------------------- | -------------------- | ---------------------- | -------------------- | ------------------- | ----------------------- |
| 1               | Crew Dragon Freedom(3), SpaceX AX-3 | 18.01.2024, 21:49:11 | Crew Dragon Freedom(3) | 09.02.2024, 13:30:00 | 21дн. 15час. 41мин. | — (0)                   |
| Суммарный налёт | Суммарный налёт                     | Суммарный налёт      | Суммарный налёт        | Суммарный налёт      | 21дн. 15час. 41мин. | — (0)                   |

## Награды
- Медаль Его Величества Короля 8-го размера, на нагрудной ленте цветов ордена Серафимов (2025)[8].

### Комментарии
1. ↑  ВКД — Внекорабельная деятельность или выход в открытый космос